# Stazione di Castel Madama
La stazione di Castel Madama è la stazione ferroviaria a servizio del comune di Castel Madama.
La gestione degli impianti è affidata a Rete Ferroviaria Italiana (RFI) controllata del Gruppo Ferrovie dello Stato.

## Storia
Inaugurata nel 1888, in occasione dell'apertura dell'intera linea.

## Struttura ed impianti
Il fabbricato viaggiatori si compone di due livelli ma soltanto il piano terra è aperto al pubblico. I due livelli sono separati fra loro da una cornice marcapiano. L'edificio è in muratura ed è tinteggiato di giallo. La struttura si compone di tre aperture quadrate per ciascun piano. Tutte le aperture sono decorate da un cornicione in pietra bianca.
Nell'area ferroviaria è presente un'imponente Sottostazione elettrica che alimenta la linea: la struttura si sviluppa su due livelli, il piano terra è composto da sei aperture centinate, il piano superiore presenta sei finestre quadrate. I due livelli sono separati fra loro da una cornice marcapiano di pietra bianca.
La stazione disponeva di uno scalo merci oggi (2011) lo scalo è stato smantellato e sopravvive soltanto il tronchino che serviva il piano caricatore ed un binario che dipartiva dallo scalo merci ed arrivava fino all'interno della sottostazione elettrica. Nell'area dell'ex scalo merci è presente un piccolo edificio ad un solo piano che viene usato come deposito di materiali.
La pianta dei fabbricati è rettangolare.
Il piazzale è composto da due binari: il binario 1 è stato smantellato; il binario 2 è il binario in uso per fermate e transiti.
Entrambi i binari sono dotati di banchine collegate da un attraversamento a raso.

## Servizi
La stazione offre i seguenti servizi:
- Sala di attesa

## Movimento
Il servizio passeggeri è svolto in esclusiva da Trenitalia (controllata del gruppo Ferrovie dello Stato) per conto della Regione Lazio.
I treni che effettuano servizio in questa stazione sono di tipo Regionale.
Il traffico passeggeri della stazione è molto limitato a causa della lontananza dai centri abitati (Castel Madama si trova a 3 km di distanza) e della concorrenza con dei mezzi privati e degli autobus.
Proprio per questo fatto sono stati chiusi da tempo la biglietteria e i servizi igienici.
In totale sono circa quattordici i treni che effettuano servizio in questa stazione e le loro principali destinazioni sono: Avezzano e Roma Tiburtina.